# THEMIS

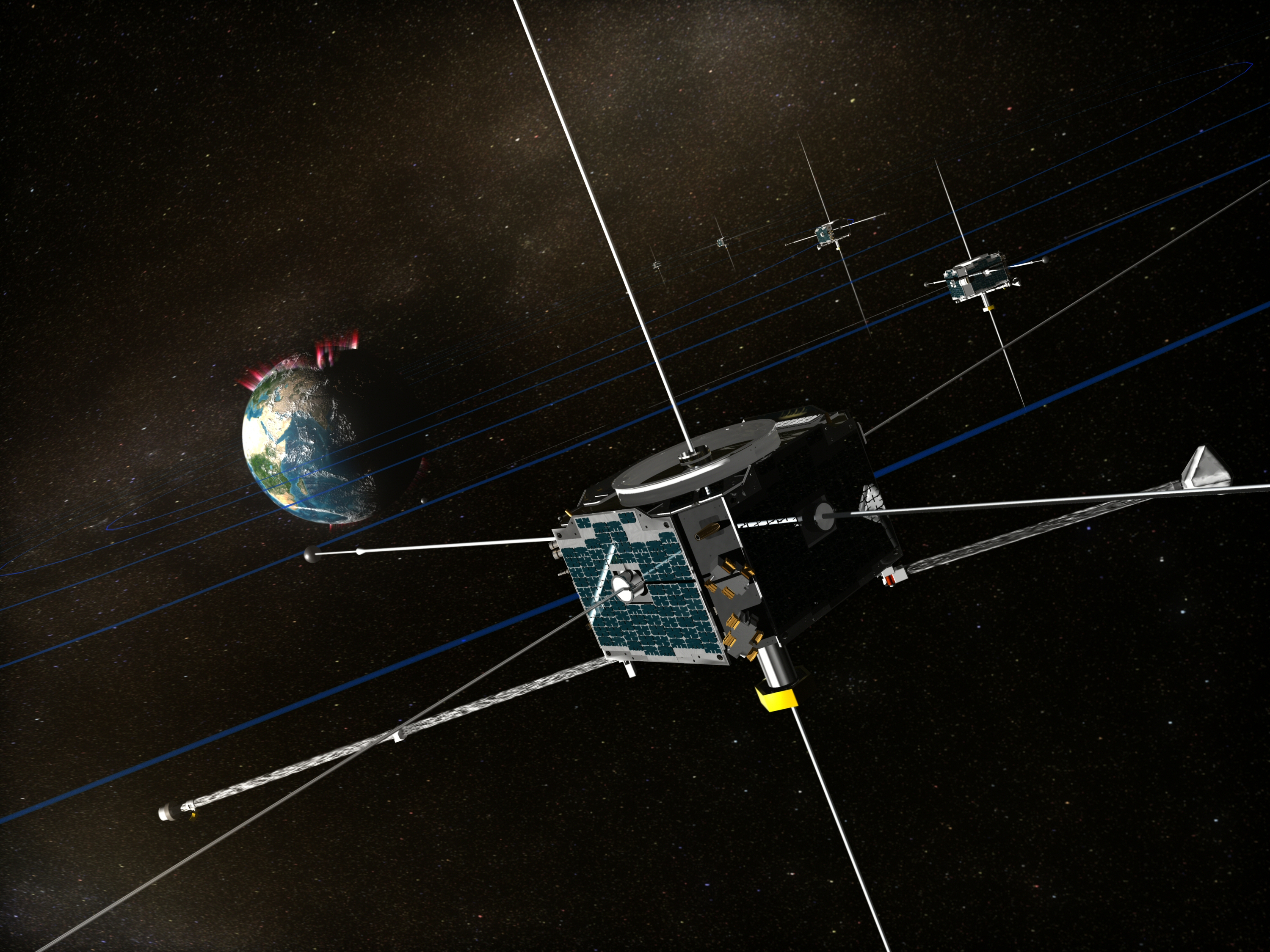
Artistieke impressie van een THEMIS-satelliet

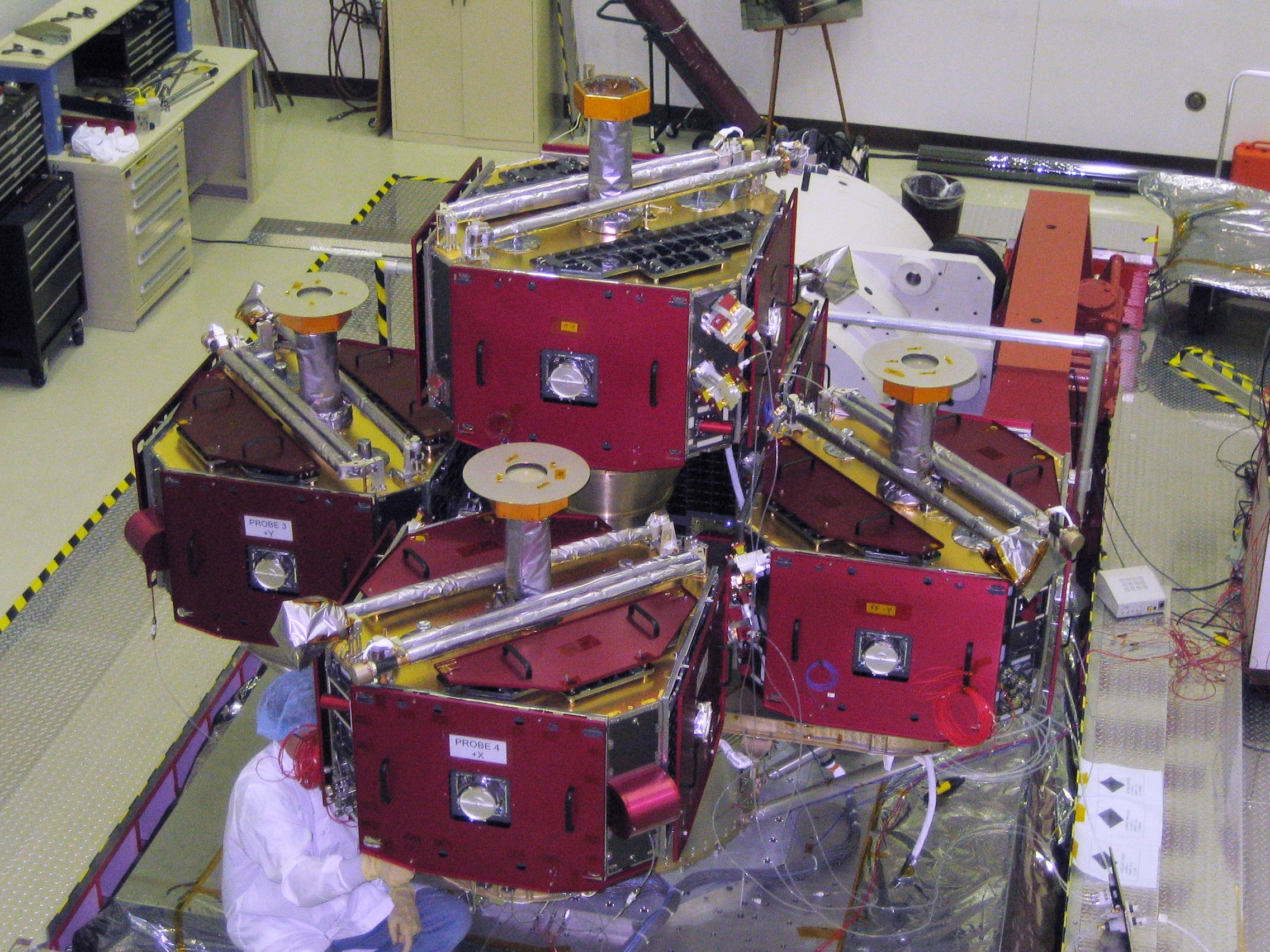
5 THEMIS-satellieten aan een drager

THEMIS is een sonde van de NASA voor onderzoek aan de magnetosfeer van de Aarde. Themis (Time History of Events and Macroscale Interactions during Substorms) wil uitzoeken waardoor zogenaamde substormen in de aardse magnetosfeer ontstaan.
De NASA  lanceerde in de nacht van 18 februari 2007 om 0:07 een Delta II raket met als lading 5 THEMIS satellieten. Deze satellieten zullen onderzoek gaan doen naar de oorzaken van magnetische substormen. Dat zijn heftige veranderingen in de magnetosfeer van de Aarde.

## THEMIS
THEMIS wil uitzoeken waardoor deze substormen ontstaan. Deze treden op in perioden van hevige veranderingen in het aards magnetisme, de magnetosfeer. Het verschijnsel treedt op aan de nachtzijde van de Aarde op een afstand van 1/10 tot de helft van de afstand Aarde-Maan. De substorm werpt geladen deeltjes naar de Aarde waardoor de heldere, schitterende aurora's ontstaan die meestal niet alleen prachtig maar ook volkomen onschuldig zijn. Maar als de zon massieve wolken van geladen deeltjes naar de Aarde stuurt kan er een serie van 10 of meer van die substormen snel achter elkaar ontstaan. Dat kan wel degelijk gevaar opleveren voor de werking van elektriciteitsnetten en satellieten.

## ARTEMIS
Twee van de vijf satellieten werden na de Themis missie gebruikt om hun wetenschappelijke missie uit te breiden. Hierdoor werden tientallen miljoenen dollars gespaard doordat er geen nieuw ruimtetuig moest gelanceerd worden.
Artemis staat voor “Acceleration, Reconnection, Turbulence and Electrodynamics of the Moon’s Interaction with the Sun”. In het Nederlands betekent dit dat deze missie de invloed van de zonnedeeltjes in de omgeving van de maan bestudeert.
Hiervoor worden de twee satellieten elk rondom een Lagrangepunt geplaatst. Lagrangepunt L1 ligt tussen de maan en de aarde en Lagrangepunt L2 ligt achter de maan. Nooit eerder hebben zich op deze plaatsen satellieten bevonden. Let op: de satellieten draaien niet rond de maan of de aarde maar rond de virtuele punten L1 en L2 in zeer langgerekte ellipsen waarvan de grote as van L1 118.000 km bedraagt en deze van L2 128.000 km.
Artemis-p1 is de eerste satelliet die naar de L1 en L2 punten vliegt. Er zijn vijf Lagrangepunten in het aarde-maan systeem. De twee punten die het dichtst bij de maan liggen zijn zeer interessant voor maanonderzoek. Zij liggen op 61.300 km boven het maanoppervlak, op de lijn die de aarde en de maan verbindt. Eén volledige omwenteling om een Lagrangepunt duurt 14 tot 15 dagen. De banen zijn instabiel.  Wekelijks worden baancorrecties uitgevoerd met de trusters (kleine straalmotortjes). 
Nadat de Artemis-p1 satelliet vier omwentelingen rond L2 gemaakt heeft, begint Artemis-p2 aan haar omwentelingen rond L1.  De twee zustersatellieten zullen magnetosferische metingen doen aan tegenovergestelde zijden van de maan en dit gedurende drie maanden.  Daarna zal Artemis-p1 zich ook naar het L1 punt verplaatsen en daar zullen ze beide nog drie maanden verblijven. Dit zal totaal nieuwe wetenschappelijke gegevens opleveren over de zon-aarde-maan omgeving.  Er zullen gelijktijdige metingen uitgevoerd worden aan deeltjes en magnetische en elektrische velden om alzo tot een driedimensionaal beeld te komen over hoe energetische deeltjes versnellen rond de maanbaan, in de magnetosfeer en in de zonnewind.  De metingen zullen ook nieuwe gegevens verschaffen over de ruimte achter de maan, het grootste vacuüm in het zonnestelsel wat betreft de zonnewind.  Eind maart 2011 zullen beide satellieten in een baan om de maan gebracht worden en daar nog jaren metingen uitvoeren.